# Prévôt des marchands de Paris
Ne doit pas être confondu avec Prévôt de Paris.

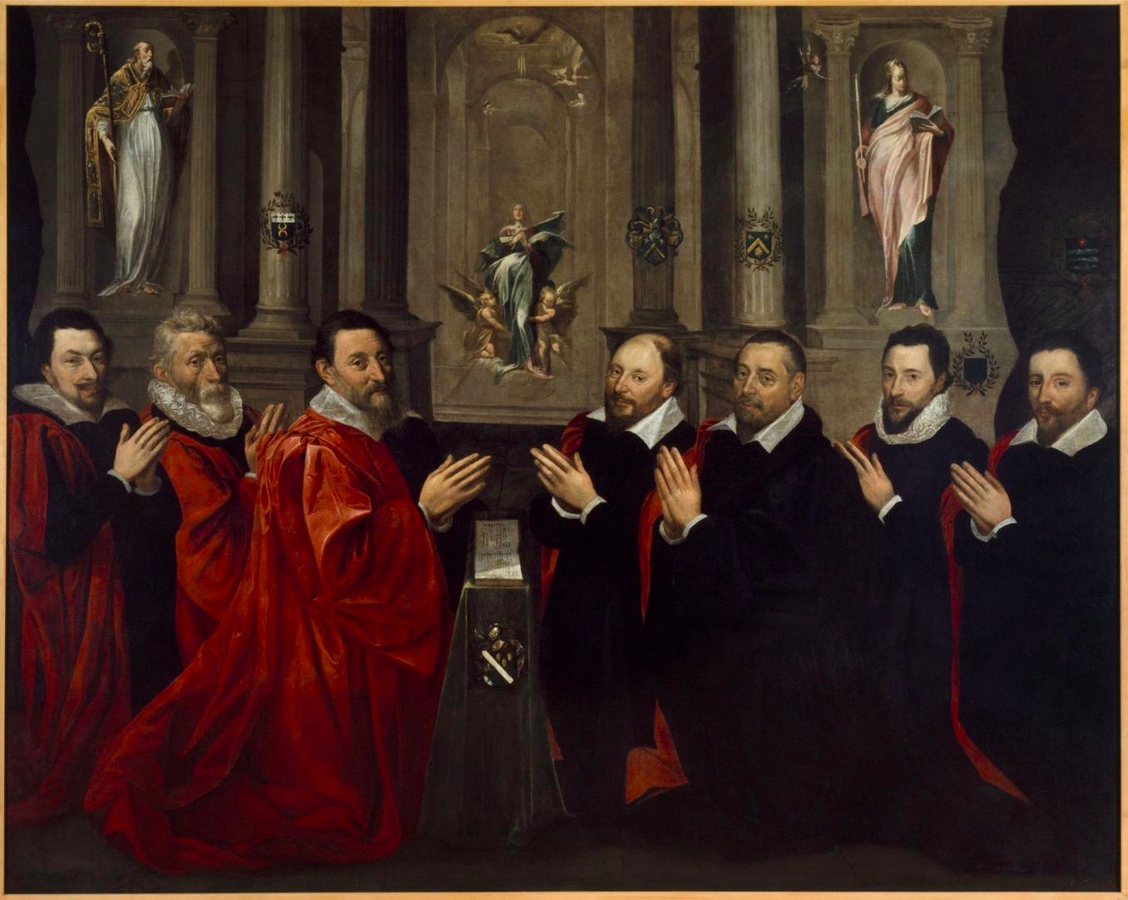
Georges Lallemant, Le Prévôt des marchands et les échevins de la ville de Paris (1611), Paris, musée Carnavalet.

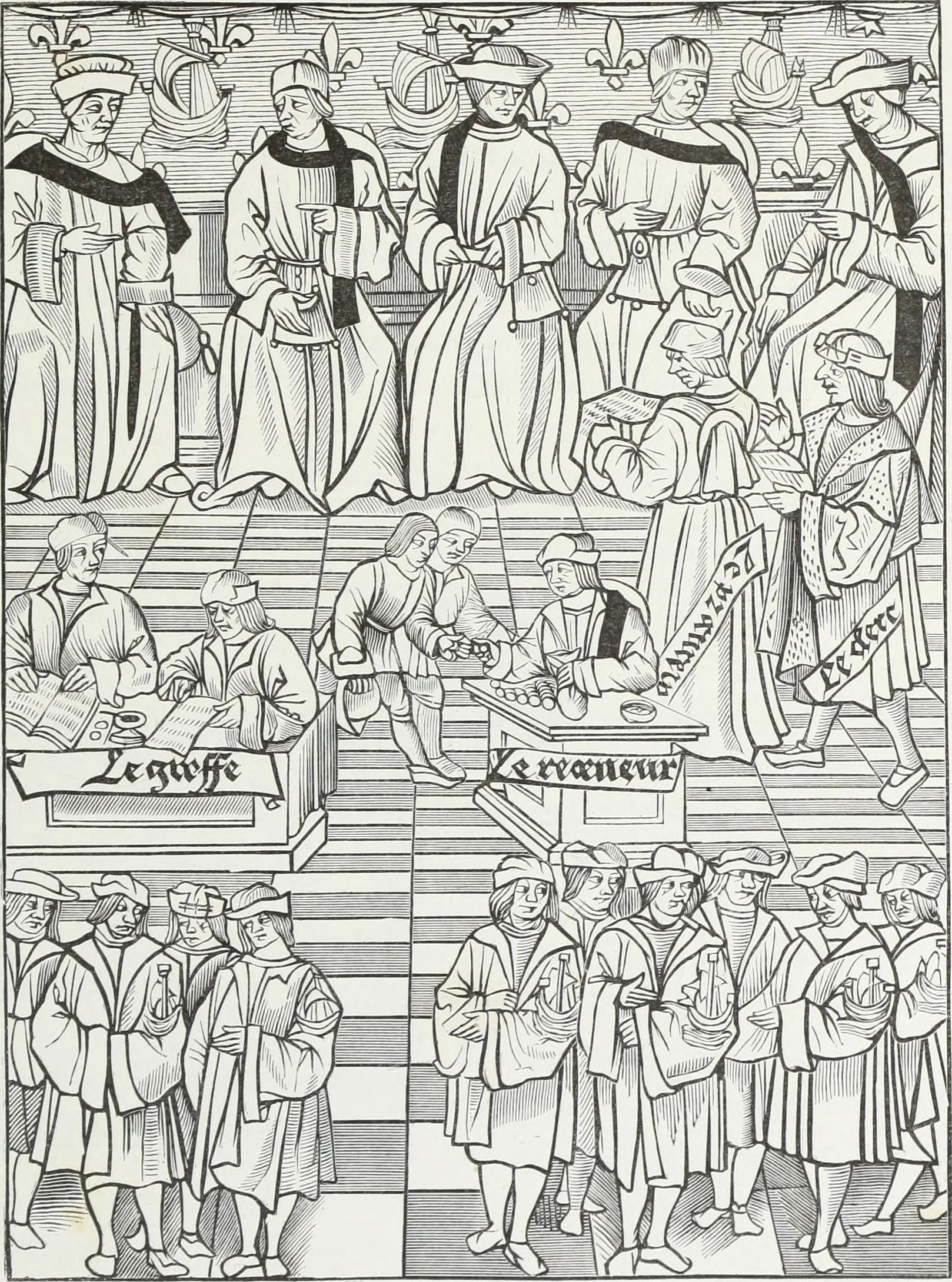
Assemblée de la prévôté des marchands de Paris, fac-similé d'une gravure sur bois des Ordonnances royaux de la juridiction de la Prévosté des marchands et eschevinage de la ville de Paris, 1528.

Sous l'Ancien Régime, le prévôt des marchands de Paris, assisté de quatre échevins, s'occupait de l'approvisionnement de la ville, des travaux publics, de l'assiette des impôts et avait la juridiction sur le commerce fluvial. Il était élu tous les deux ans et son rôle était l'équivalent de celui de maire de Paris dans l'ancien régime.
Cette institution succède sous Saint Louis à une corporation, la Hanse parisienne des marchands de l'eau, laquelle toutefois subsiste au sein de la nouvelle jusqu'en 1652.
La prévôté des marchands de Paris a été instituée sous Philippe Auguste, mais le premier prévôt dont le nom nous soit connu est Evrard (ou Evrouin) de Valenciennes, mentionné sous Saint Louis, dans un texte d'avril 1263. Le poste a été supprimé après la prévôté d'Étienne Marcel et la révolte des Maillotins, en 1383. Rétabli en 1412, il n'a plus joué de rôle politique jusqu'à sa disparition en 1789.

## Histoire

### Naissance de la prévôté des marchands

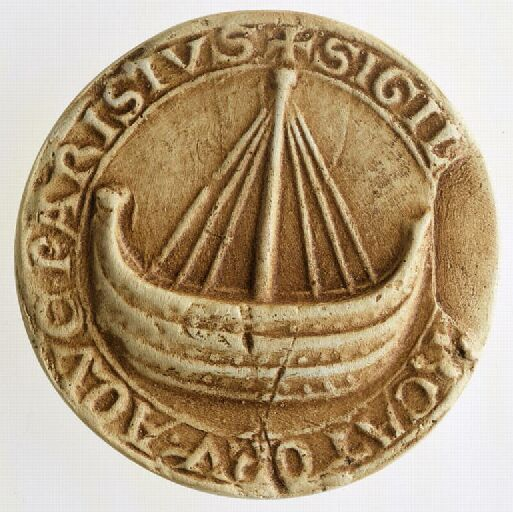
Moulage du sceau des marchands de l'eau de Paris de 1210, Pierrefitte-sur-Seine, Archives nationales.

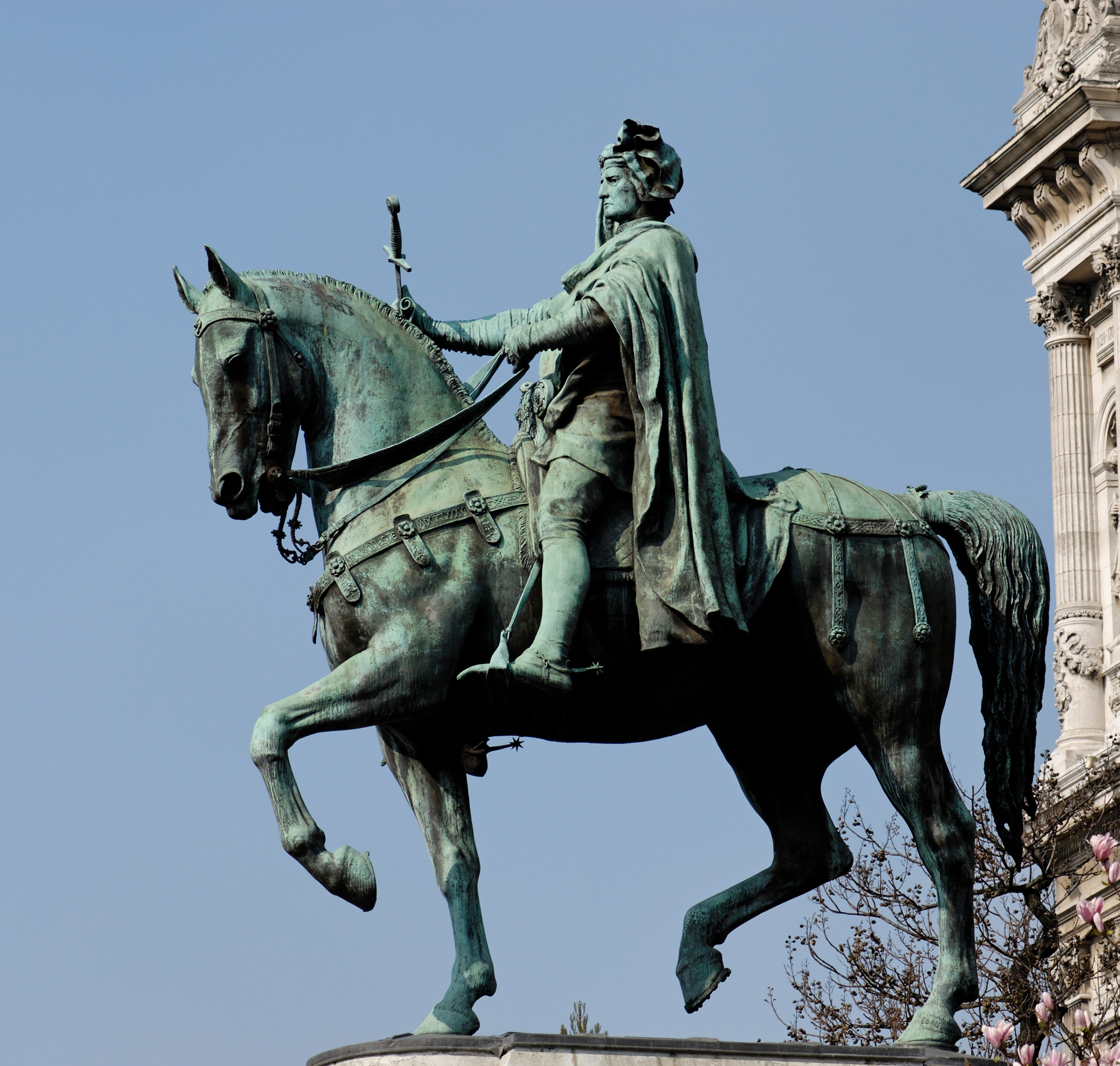
Étienne Marcel marque l'apogée de la prévôté.

Au Moyen Âge, les marchands formaient une association, la hanse parisienne des marchands de l'eau, et s'étaient donné un règlement dont ils débattaient dans le parloir des marchands et qu'ils chargèrent un prévôt de faire appliquer. La puissante corporation, détentrice depuis 1170 du monopole de l'approvisionnement par voie fluviale, constitua progressivement la municipalité de Paris, sans avoir été investie de la charge par le roi de France.
La corporation des nautes — « les marchands de l’eau » — avait obtenu une juridiction installée en 1250 près du Grand Châtelet au lieu-dit « la vallée de la misère » sur le quai de la Mégisserie dans une maison à l'enseigne du bénitier puis transférée au début du XIIIe siècle au « parloir aux bourgeois », à l'emplacement de l'actuel no 20 de la rue Soufflot. Les bourgeois obtinrent un prévôt des marchands dont les compétences étaient limitées au domaine commercial, par opposition à celles du prévôt de Paris, qui était un officier royal, dont la juridiction s'étendait sur Paris et sa « vicomté » (sa banlieue).
Le roi Saint Louis décida de réformer la municipalité parisienne : les jurés des marchands de l'eau devinrent des échevins et leur chef prit le titre de prévôt des marchands de Paris. Ainsi, en 1263, la hanse parisienne élut une première municipalité composée d'un prévôt des marchands, Évrard de Valenciennes, assisté de quatre échevins.
La compétence du prévôt des marchands était théoriquement limitée aux affaires de la marchandise, mais la charge acquit progressivement un rôle politique en raison de ses forts liens avec la bourgeoisie parisienne dont il défendit les privilèges auprès de la royauté.
L'élection du prévôt des marchands et des échevins avait lieu le 16 août de chaque année, le prévôt étant élu pour deux années non renouvelables, et les échevins renouvelés par moitié chaque année (le troisième échevin devenant le premier, et le quatrième devenant second). 

### Apogée de la prévôté de Paris
La prévôté d'Étienne Marcel (1354-1358), qui installa le siège de la municipalité dans la maison des Piliers sur la place de Grève (à l'emplacement de l'Hôtel de Ville actuel), marqua l'apogée du rôle politique du prévôt. Après son échec, les pouvoirs de la prévôté furent diminués, puis, en 1383 après la révolte des Maillotins, celle-ci fut supprimée et unie à la prévôté de Paris sous Audouin Chauveron ; les juridictions des métiers étaient alors dissoutes.

### Fin de la prévôté de Paris

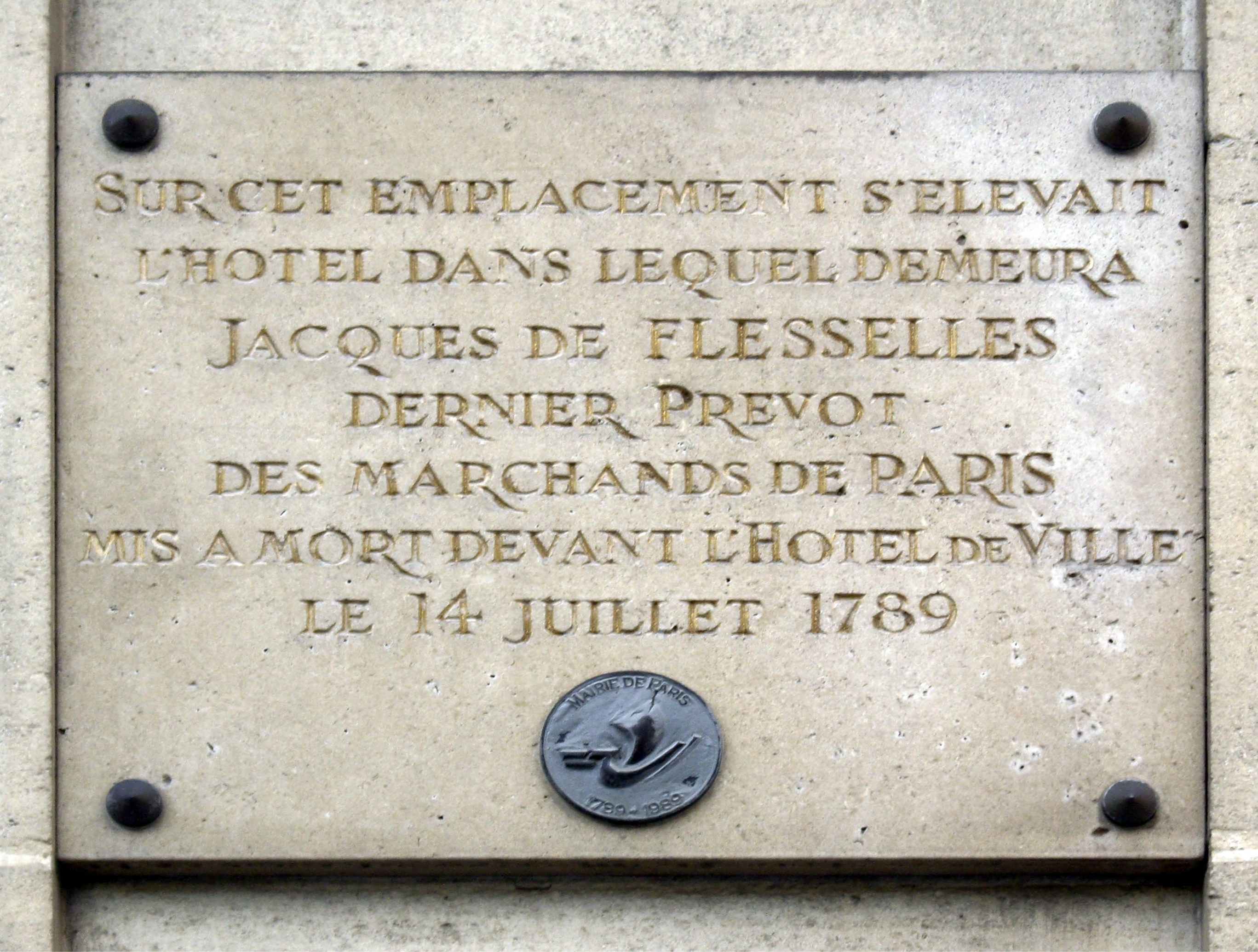
Plaque commémorative au 52 rue de Sévigné, posée pour le bicentenaire de la Révolution, marquant l'emplacement de l'hôtel de Flesselles où résidait le dernier prévôt des marchands.

Rétablie en 1412, la prévôté restera dès lors subordonnée au roi. Les prévôts seront de plus recrutés parmi les officiers royaux, chez des gens de justice ou de finance. Le 18 août 1450, une assemblée décida "qu'on n'élirait point d'autre sujet que des gens natifs de la Ville de Paris"
De 1533 à 1551 est édifiée la partie nord de l'Hôtel de Ville ; la construction, interrompue par les guerres de religion, est reprise sous Henri IV (1605) et achevée en 1628. Elle correspond à la partie centrale de l'édifice actuel (mais celui-ci a été entièrement reconstruit après les incendies de la Commune en mai 1871).
Par un édit de janvier 1577, Henri III accorda la noblesse aux Prévôts des marchands, Échevins et Procureurs du roi de la ville de Paris, avec la qualité de chevalier donnée aux Prévôts. Ces privilèges furent confirmés par Louis XIV en 1659 et novembre 1706.
En 1588 (le 12 mai), le prévôt Nicolas-Hector de Péreuse fut arrêté avec les échevins par la section dite des Seize, et ils furent remplacés de force par d'autres. "L'ancienne forme fut rétablie le 18 octobre 1590"  , mais l'élection de 1592 fut retardée jusqu'au 9 novembre, à cause que "le Duc de Mayene y vouloit être présent". Après le siège de la ville par Henri IV, qui y entra solennellement le 22 mars 1594, Jean Luillier fut remplacé (avec les échevins) par Martin Langlois dès le 28 mars.
Le dernier prévôt des marchands, Jacques de Flesselles, fut assassiné le 14 juillet 1789 par les révolutionnaires qui prirent l'hôtel de ville, instaurèrent la première commune de Paris et désignèrent pour le remplacer Jean-Sylvain Bailly avec le titre de maire.

## Élection du prévôt des marchands
L'élection a lieu le lendemain de l'Assomption, le 16 août. Le prévôt des marchands et les échevins ont demandé aux seize quarteniers de convoquer les dizainiers et cinquanteniers de leur quartier, ainsi que six notables du quartier. Chaque assemblée de quartier désigne, chacune, quatre représentants en son sein. Le prévôt, les échevins, et les quarteniers suivent alors une messe solennelle du Saint-Esprit puis s'assemblent dans la grande salle de l'hôtel de ville. De chacun des seize groupes (un par quartier) sont tirés au sort, dans un chapeau, deux personnes parmi les quatre représentants. Ces trente-deux notables, ajoutés au prévôt, aux quatre échevins, aux vingt-quatre conseillers et aux seize quarteniers, composent une assemblée de soixante-dix-sept votants. C'est ce corps électoral qui choisit, à bulletin secret, dans l'après-midi, le prévôt des marchands et les échevins.
Une fois élu, le prévôt des marchands demande audience au roi, se rend au Louvre en carrosse avec les échevins, vêtus de robes de cérémonie. Il est donné lecture au roi du procès-verbal de l'élection puis le prévôt nouvellement élu prête serment « entre les mains de Sa Majesté ».

## Liste des prévôts des marchands de Paris
| no  | Portrait | Nom                                                      | Début du mandat | Fin du mandat | Notes                                                                                        |
| --- | -------- | -------------------------------------------------------- | --------------- | ------------- | -------------------------------------------------------------------------------------------- |
| 1   |          | Évrard de Valenciennes                                   | 1263            | 1268          |                                                                                              |
| 2   |          | Jehan Augier                                             | 1268            | 1270          |                                                                                              |
| 3   |          | Raoul de Pacy                                            | 1270            | 1276          |                                                                                              |
| 4   |          | Guillaume Pisdoe                                         | 1276            | 1280          |                                                                                              |
| 5   |          | Guillaume Bourdon                                        | 1280            | 1289          |                                                                                              |
| 6   |          | Jean Arrode                                              | 1289            | 1293          |                                                                                              |
| 7   |          | Jean Popin                                               | 1293            | 1296          |                                                                                              |
| 8   |          | Guillaume Bourdon                                        | 1296            | 1298          |                                                                                              |
| 9   |          | Étienne Barbette                                         | 1298            | 1304          |                                                                                              |
| 10  |          | Guillaume Pisdoe                                         | 1305            | 1314          |                                                                                              |
| 11  |          | Étienne Barbette                                         | 1314            | 1321          |                                                                                              |
| 12  |          | Jean Gencien                                             | 1321            | 1328          |                                                                                              |
| 13  |          | Jean La Pie                                              | 1328            | 1330          |                                                                                              |
| 14  |          | Jean Pisdoe                                              | 1343            | 1352          |                                                                                              |
| 15  |          | Jean de Pacy                                             | 1352            | 1354          |                                                                                              |
| 16  |          | Étienne Marcel                                           | 1354            | 1358          |                                                                                              |
| 17  |          | Tristan Gencien                                          | 1358            | 1358          |                                                                                              |
| 18  |          | Jean Culdoë                                              | 1358            | 1359          |                                                                                              |
| 19  |          | Jean Desmarets                                           | 1359            | 1364          |                                                                                              |
| 20  |          | Jean Culdoë le Jeune                                     | 1364            | 1371          |                                                                                              |
| 21  |          | Jean Fleury                                              | 1371            | 1381          |                                                                                              |
| 22  |          | Guillaume Bourdon                                        | 1381            | 1383          |                                                                                              |
| 23  |          | Jean Juvénal des Ursins                                  | 1388            | 1412          |                                                                                              |
| 24  |          | Pierre Gencien                                           | 1412            | 1413          |                                                                                              |
| 25  |          | André d'Espernon                                         | 1413            | 1413          |                                                                                              |
| 26  |          | Pierre Gencien                                           | 1413            | 1415          |                                                                                              |
| 27  |          | Philippe de Breban                                       | 1415            | 1417          |                                                                                              |
| 28  |          | Étienne de Bonpuits                                      | 1417            | 1417          |                                                                                              |
| 29  |          | Guillaume Cirasse                                        | 1417            | 1418          |                                                                                              |
| 30  |          | Noël Marchand                                            | 1418            | 1420          |                                                                                              |
| 31  |          | Hugues Le Coq                                            | 1420            | 1429          |                                                                                              |
| 32  |          | Guillaume Sanguin                                        | 1429            | 1431          |                                                                                              |
| 33  |          | Hugues Rapiout                                           | 1431            | 1434          |                                                                                              |
| 34  |          | Hugues Le Coq                                            | 1434            | 1436          |                                                                                              |
| 35  |          | Michel de Lallier ou Michel de Laillier                  | 1436            | 1438          |                                                                                              |
| 36  |          | Michel des Landes                                        | 1438            | 1444          |                                                                                              |
| 37  |          | Jean Baillet                                             | 1444            | 1450          |                                                                                              |
| 38  |          | Jean Bureau                                              | 1450            | 1452          |                                                                                              |
| 39  |          | Dreux Budé                                               | 1452            | 1456          |                                                                                              |
| 40  |          | Mathieu de Nanterre                                      | 1456            | 1460          |                                                                                              |
| 41  |          | Henri de Livres                                          | 1460            | 1466          |                                                                                              |
| 42  |          | Michel de La Grange                                      | 1466            | 1468          |                                                                                              |
| 41  |          | Nicolas de Louviers                                      | 1468            | 1470          |                                                                                              |
| 42  |          | Denis Hesselin                                           | 1470            | 1474          |                                                                                              |
| 43  |          | Guillaume Le Comte                                       | 1474            | 1476          |                                                                                              |
| 44  |          | Henri de Livres                                          | 1476            | 1484          |                                                                                              |
| 45  |          | Guillaume de La Haye                                     | 1484            | 1486          |                                                                                              |
| 46  |          | Jean du Drac                                             | 1486            | 1490          |                                                                                              |
| 47  |          | Pierre Poignant                                          | 1490            | 1492          |                                                                                              |
| 48  |          | Jacques Piédefer                                         | 1492            | 1494          |                                                                                              |
| 49  |          | Nicolas Viole                                            | 1494            | 1496          |                                                                                              |
| 50  |          | Jean de Montmirel                                        | 1496            | 1498          |                                                                                              |
| 51  |          | Jacques Piédefer                                         | 1498            | 1499          |                                                                                              |
| 52  |          | Nicolas II Potier                                        | 1499            | 1502          |                                                                                              |
| 53  |          | Germain de Marle                                         | 1502            | 1504          |                                                                                              |
| 54  |          | Eustache Luillier                                        | 1504            | 1506          |                                                                                              |
| 55  |          | Dreux Raguier                                            | 1506            | 1508          |                                                                                              |
| 56  |          | Pierre Le Gendre                                         | 1508            | 1508          |                                                                                              |
| 57  |          | Robert Turquain ou Turquant                              | 1508            | 1512          |                                                                                              |
| 58  |          | Roger Barme                                              | 1512            | 1514          |                                                                                              |
| 59  |          | Jean Brûlart (1456-1519)                                 | 1514            | 1516          | seigneur de Héez, et Courtieux-en-Aignets, baron d'Aignets, conseiller au Parlement de Paris |
| 60  |          | Pierre Cleutin                                           | 1516            | 1518          |                                                                                              |
| 61  |          | Pierre Lescot                                            | 1518            | 1520          | père de l'architecte Pierre Lescot                                                           |
| 62  |          | Antoine Le Viste                                         | 1520            | 1521          |                                                                                              |
| 63  |          | Guillaume Budé                                           | 1522            | 1523          | humaniste                                                                                    |
| 64  |          | Jean Morin                                               | 1524            | 1525          |                                                                                              |
| 65  |          | Germain de Marle                                         | 1526            | 1527          |                                                                                              |
| 66  |          | Gaillard Spifame                                         | 1528            | 1529          |                                                                                              |
| 67  |          | Jean Luillier                                            | 1530            | 1531          |                                                                                              |
| 68  |          | Pierre Viole                                             | 1531            | 1533          |                                                                                              |
| 69  |          | Jean Tronson                                             | 1533            | 1537          |                                                                                              |
| 70  |          | Augustin de Thou                                         | 1537            | 1540          |                                                                                              |
| 71  |          | Étienne de Montmirail (1540-1542)                        | 1540            | 1542          |                                                                                              |
| 72  |          | André Guillart (1542-1544)                               | 1542            | 1544          |                                                                                              |
| 73  |          | Jean Morin (1544-1546)                                   | 1544            | 1546          |                                                                                              |
| 74  |          | Louis Gayant (1546-1548)                                 | 1546            | 1548          |                                                                                              |
| 75  |          | Claude Guyot (1548-1552)                                 | 1548            | 1552          |                                                                                              |
| 76  |          | Christophe de Thou (1552-1554)                           | 1552            | 1554          |                                                                                              |
| 77  |          | Nicolas de Livres (1554-1556)                            | 1554            | 1556          |                                                                                              |
| 78  |          | Nicolas Perrot (1556-1558)                               | 1556            | 1558          |                                                                                              |
| 79  |          | Martin de Bragelongne (1558-1560)                        | 1558            | 1560          |                                                                                              |
| 80  |          | Guillaume de Marle (1560-1564)                           | 1560            | 1564          |                                                                                              |
| 81  |          | Claude Guyot (1564-1568)                                 | 1564            | 1568          |                                                                                              |
| 82  |          | Nicolas III de Neufville (1566-1570)                     | 1566            | 1570          |                                                                                              |
| 83  |          | Claude Marcel (1570-1572)                                | 1570            | 1572          |                                                                                              |
| 84  |          | Jean Le Charron (1572-1576)                              | 1572            | 1576          |                                                                                              |
| 85  |          | Nicolas Luillier (1576-1578)                             | 1576            | 1578          |                                                                                              |
| 86  |          | Claude d'Aubray (1578-1580)                              | 1578            | 1580          |                                                                                              |
| 87  |          | Augustin II de Thou (1580-1582)                          | 1580            | 1582          |                                                                                              |
| 88  |          | Étienne de Nully (Neuilly) (1582-1586)                   | 1582            | 1586          |                                                                                              |
| 89  |          | Nicolas Hector de Marle (d) (1586-1588)                  | 1586            | 1588          |                                                                                              |
| 90  |          | Michel Marteau (1588-1589)                               | 1588            | 1589          |                                                                                              |
| 91  |          | Jean Drouart (1589)                                      | 1589            | 1589          |                                                                                              |
| 92  |          | Michel Marteau, seigneur de la Chapelle (1589-1590)      | 1589            | 1590          |                                                                                              |
| 93  |          | Charles Boucher (1590-1592)                              | 1590            | 1592          |                                                                                              |
| 94  |          | Jean Luillier (1592-1594)                                | 1592            | 1594          |                                                                                              |
| 95  |          | Martin Langlois (1594-1598)                              | 1594            | 1598          |                                                                                              |
| 96  |          | Jacques Danès (1598-1600)                                | 1598            | 1600          |                                                                                              |
| 97  |          | Antoine Guyot (1600-1602)                                | 1600            | 1602          |                                                                                              |
| 98  |          | Martin de Bragelongne (1602-1604)                        | 1602            | 1604          |                                                                                              |
| 99  |          | François Miron (1604-1609)                               | 1604            | 1609          |                                                                                              |
| 100 |          | Jacques Sanguin (1609-1612)                              | 1609            | 1612          |                                                                                              |
| 101 |          | Gaston de Grieu (1612-1614)                              | 1612            | 1614          |                                                                                              |
| 102 |          | Robert Miron (1614-1616)                                 | 1614            | 1616          | Président du Tiers-État aux états généraux de 1614                                           |
| 103 |          | Antoine Bouchet de Bouville (1616-1618)                  | 1616            | 1618          |                                                                                              |
| 104 |          | Henri de Mesmes (1618-1622)                              | 1618            | 1622          |                                                                                              |
| 105 |          | Nicolas de Bailleul (1622-1628)                          | 1622            | 1628          |                                                                                              |
| 106 |          | Christophe Sanguin (1628-1632)                           | 1628            | 1632          |                                                                                              |
| 107 |          | Michel Moreau (1632-1638)                                | 1632            | 1638          |                                                                                              |
| 108 |          | Oudart Le Féron (1638-1641)                              | 1638            | 1641          |                                                                                              |
| 109 |          | Christophe Perrot (1641)                                 | 1641            | 1641          |                                                                                              |
| 110 |          | Macé Boulanger (1641-1644)                               | 1641            | 1644          |                                                                                              |
| 111 |          | Jean Scarron (1644-1646)                                 | 1644            | 1646          |                                                                                              |
| 112 |          | Hiérome Le Féron (1646-1650)                             | 1646            | 1650          |                                                                                              |
| 113 |          | Antoine Le Fèvre (1650-1654)                             | 1650            | 1654          |                                                                                              |
| 114 |          | Alexandre de Sève (1654-1662)                            | 1654            | 1662          |                                                                                              |
| 115 |          | Daniel Voisin (1662-1668)                                | 1662            | 1668          |                                                                                              |
| 116 |          | Claude Le Peletier (1668-[676)                           | 1668            | 1676          |                                                                                              |
| 117 |          | Auguste Robert de Pomereu (1676-1684)                    | 1676            | 1684          |                                                                                              |
| 118 |          | Henri de Fourcy (1684-1692)                              | 1684            | 1692          |                                                                                              |
| 119 |          | Claude Bosc (1692-1700)                                  | 1692            | 1700          |                                                                                              |
| 120 |          | Charles Boucher, seigneur d'Orsay (1700-1708)            | 1700            | 1708          |                                                                                              |
| 121 |          | Jérôme Bignon (1708-1716)                                | 1708            | 1716          |                                                                                              |
| 122 |          | Charles Trudaine (1716-1720)                             | 1716            | 1720          |                                                                                              |
| 123 |          | Pierre Antoine de Castagnères de Châteauneuf (1720-1725) | 1720            | 1725          |                                                                                              |
| 124 |          | Nicolas Lambert (1725-1729)                              | 1725            | 1729          |                                                                                              |
| 125 |          | Michel-Étienne Turgot (1729-1740)                        | 1729            | 1740          | Père du ministre de Louis XVI.                                                               |
| 126 |          | Félix Aubery (1740-1743)                                 | 1740            | 1743          |                                                                                              |
| 127 |          | Louis Basile de Bernage (1743-1758)                      | 1743            | 1758          |                                                                                              |
| 128 |          | Jean-Baptiste de Pontcarré de Viarmes (1758-1764)        | 1758            | 1764          |                                                                                              |
| 129 |          | Armand-Jérôme Bignon (1764-1772)                         | 1764            | 1772          |                                                                                              |
| 130 |          | Jean-Baptiste-François Delamichodière (1772-1778)        | 1772            | 1778          |                                                                                              |
| 131 |          | Antoine-Louis Lefebvre de Caumartin (1778-1784)          | 1778            | 1784          |                                                                                              |
| 132 |          | Louis Le Peletier de Morfontaine (1784-28 avril 1789)    | 1784            | 1789          |                                                                                              |
| 134 |          | Jacques de Flesselles (28 avril 1789-14 juillet 1789)    | 1789            | 1789          |                                                                                              |

## Odonymie
Plusieurs voies publiques de Paris portent le nom de l’un des prévôts des marchands de Paris :
| - la rue Étienne-Marcel, nommée en 1881 en l'honneur d'Étienne Marcel (1354-1358) ; - la rue Étienne-Marcel prolongée (-1954) porte aujourd’hui le nom de rue Roger-Verlomme ; - la rue Robert-Turquan, nommée en 1913, en l'honneur de Robert Turquan (1510-1511) ; - la rue Budé, nommée en 1867 en l'honneur de Guillaume Budé (1522-1523) ; - la rue des Bourdonnais de Guillaume Bourdon ; - la rue Barbette, nommée en 1563 en référence à l'hôtel d'Étienne Barbette (1298-1304 et 1314-1318) ; - la rue François-Miron, nommée en 1865 en l'honneur de François Miron (1604-1609) ; - la rue de Fourcy, nommée à la fin du XVIIe siècle en l'honneur de Henri de Fourcy (1684-1692) ; - la rue de Viarmes, nommée en 1765 en l'honneur de Jean-Baptiste de Pontcarré de Viarmes (1758-1764) ; - le quai d'Orsay, nommé en 1815 en l'honneur de Charles Boucher, seigneur d'Orsay, (1700-1708) ; - l’avenue Trudaine, nommée en 1833 en l'honneur de Charles Trudaine (1716-1720) ; - la rue Turgot, nommée en 1833 en l'honneur de Michel-Étienne Turgot (1729-1740) ; - le quai Bignon, nom projeté (par lettres patentes du 22 avril 1769) (en l’honneur d’Armand-Jérôme Bignon, alors prévôt des marchands de Paris) de la voie actuellement connue sous le nom de quai Saint-Michel ; - la rue de La Michodière, nommée en 1778 en l'honneur de Jean-Baptiste-François de La Michodière (1772-1778) ; - la rue d'Hauteville, nommée en 1772 en l'honneur de Jean-Baptiste de La Michodière, comte d'Hauteville (1772-1778) - la rue de Caumartin, nommée en 1779 en l'honneur de 'Antoine-Louis Lefebvre de Caumartin (1778-1784) ; - la rue Le Peletier, nommée en 1786 en l'honneur de Louis Le Peletier de Mortefontaine (1784-28 avril 1789). |

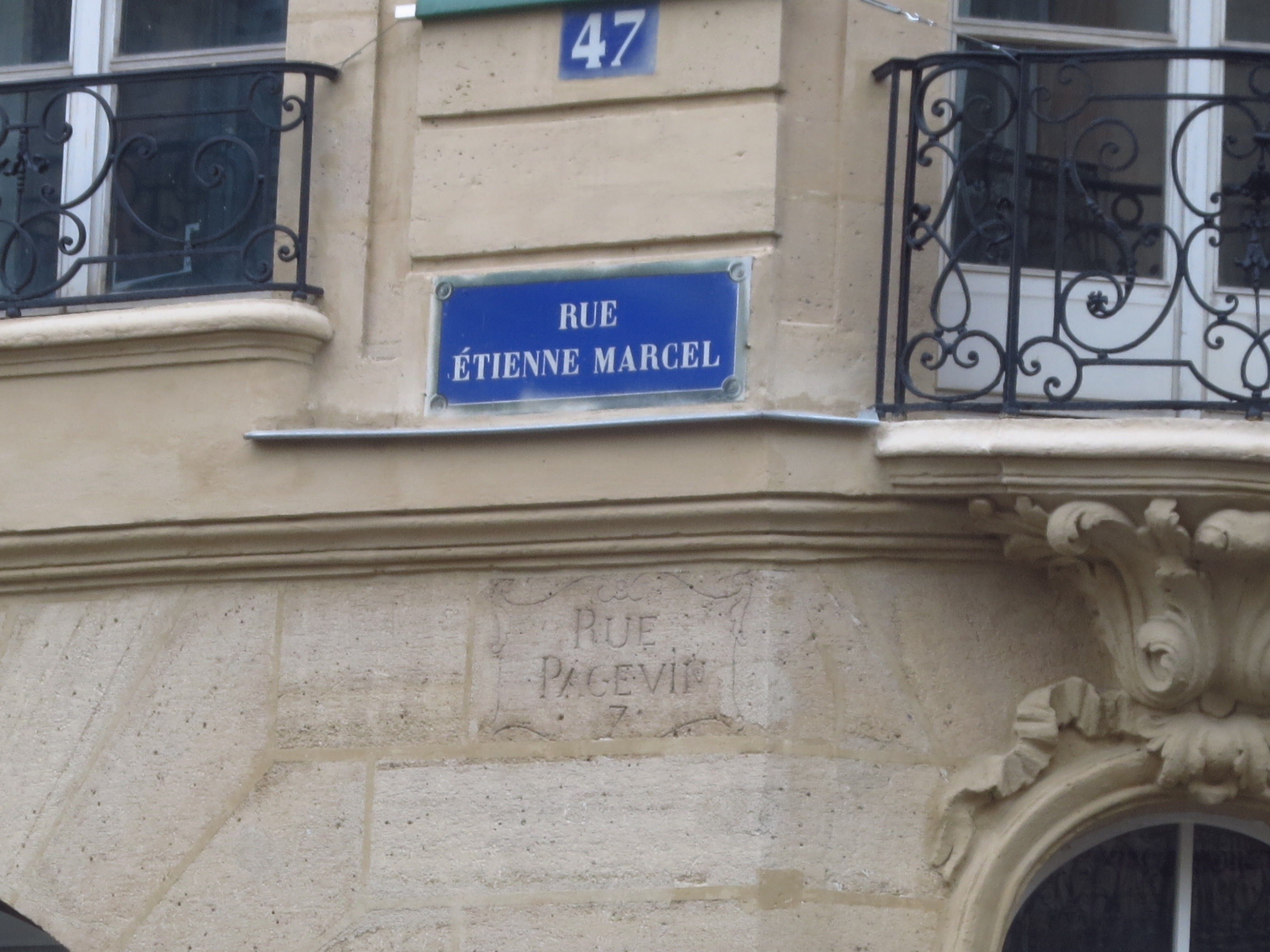
Plaque (en haut) de la rue Étienne-Marcel.
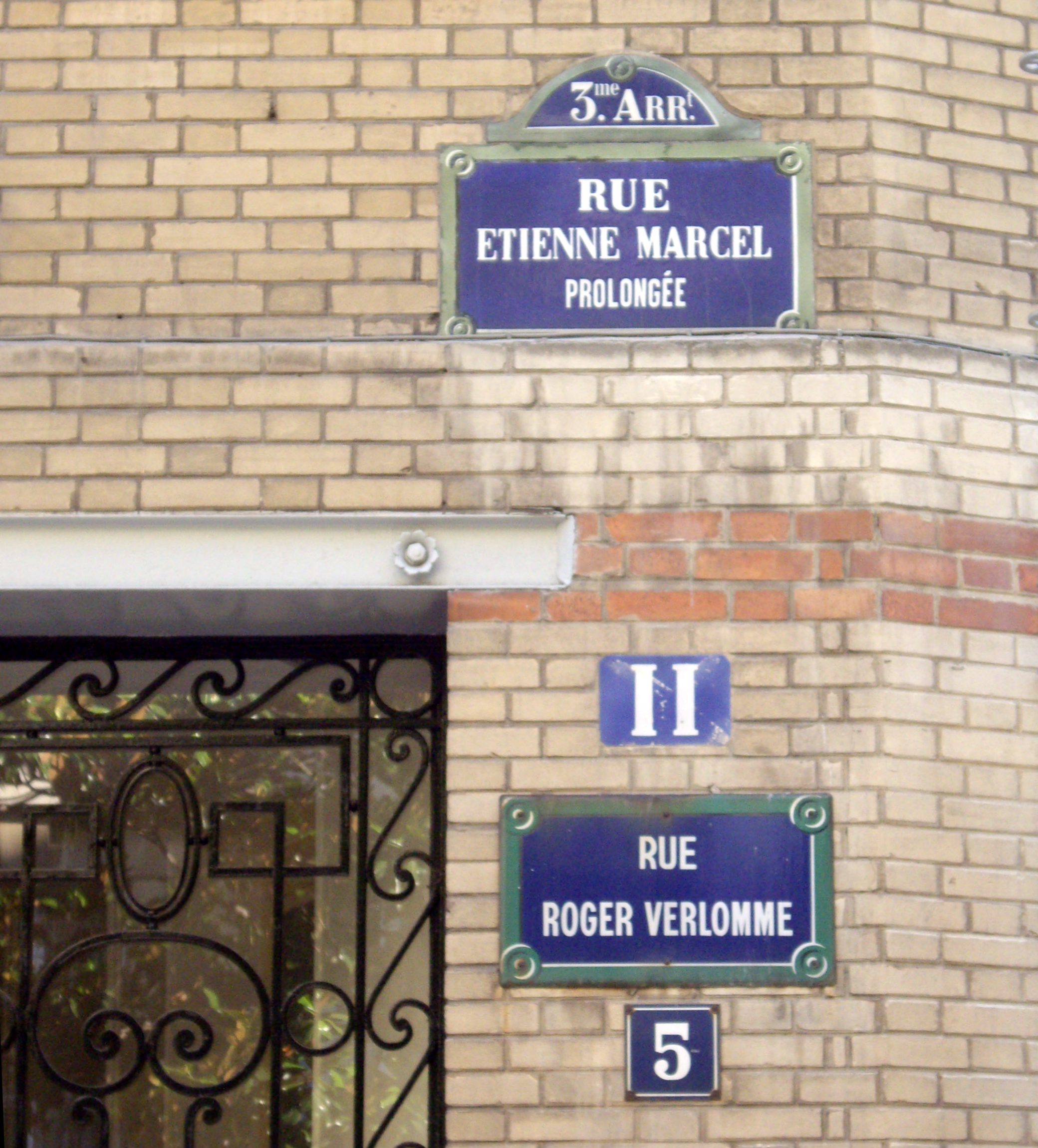
Plaque (en haut) de la rue Étienne-Marcel prolongée.
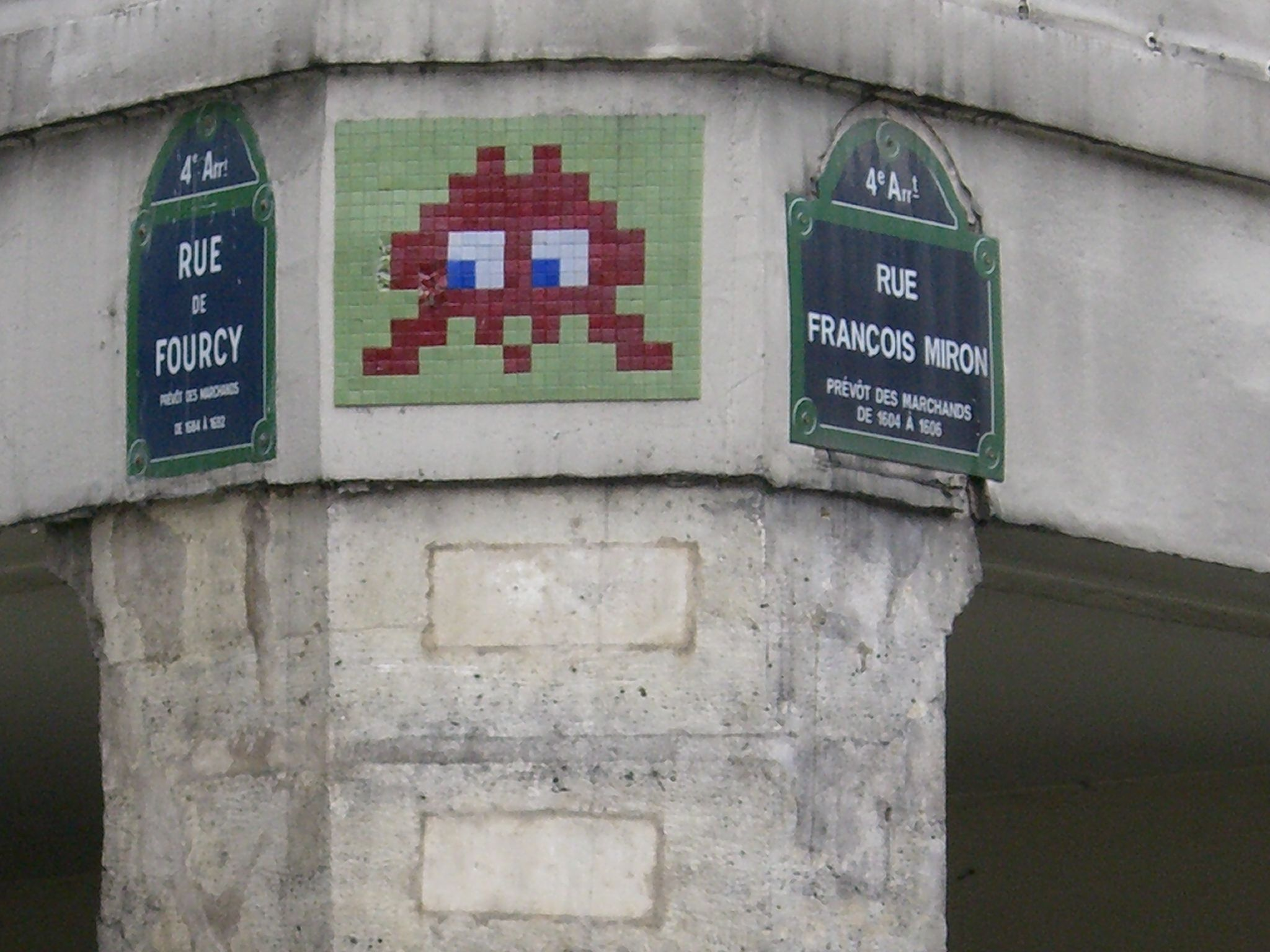
À droite : plaque de la rue François-Miron À gauche : plaque de la rue de Fourcy.
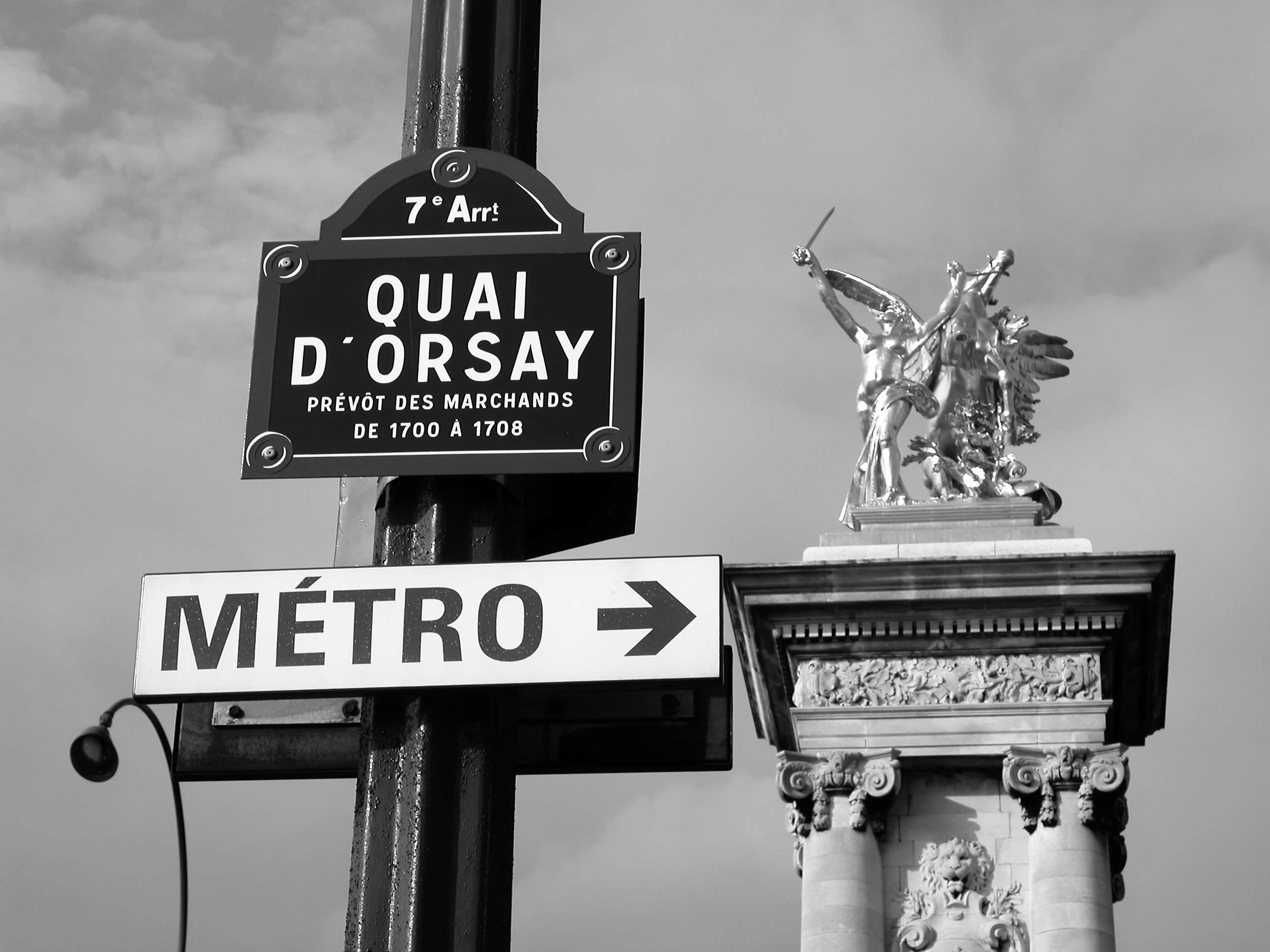
Plaque de rue du quai d'Orsay.

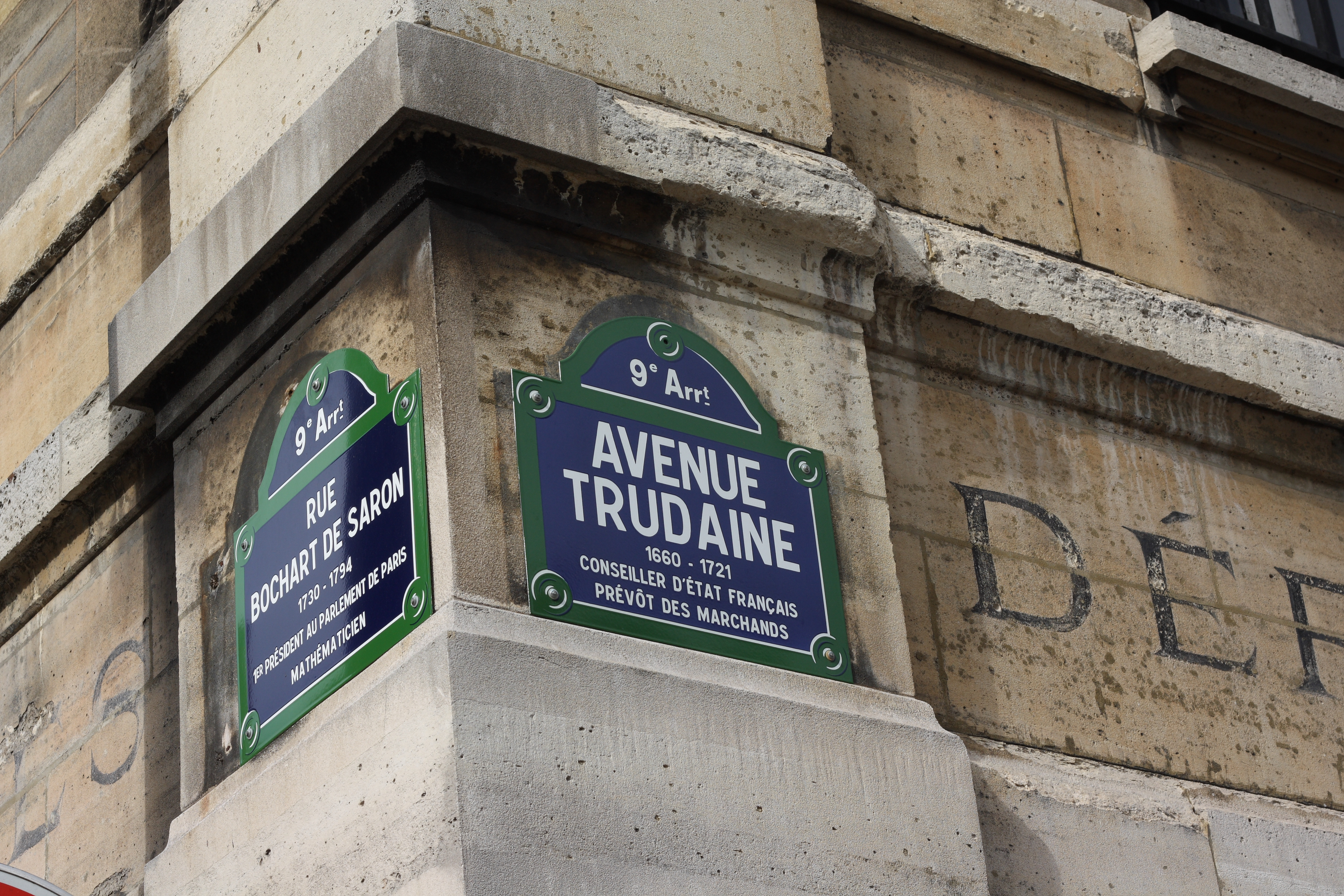
Plaque de rue de l’avenue Trudaine (à droite).
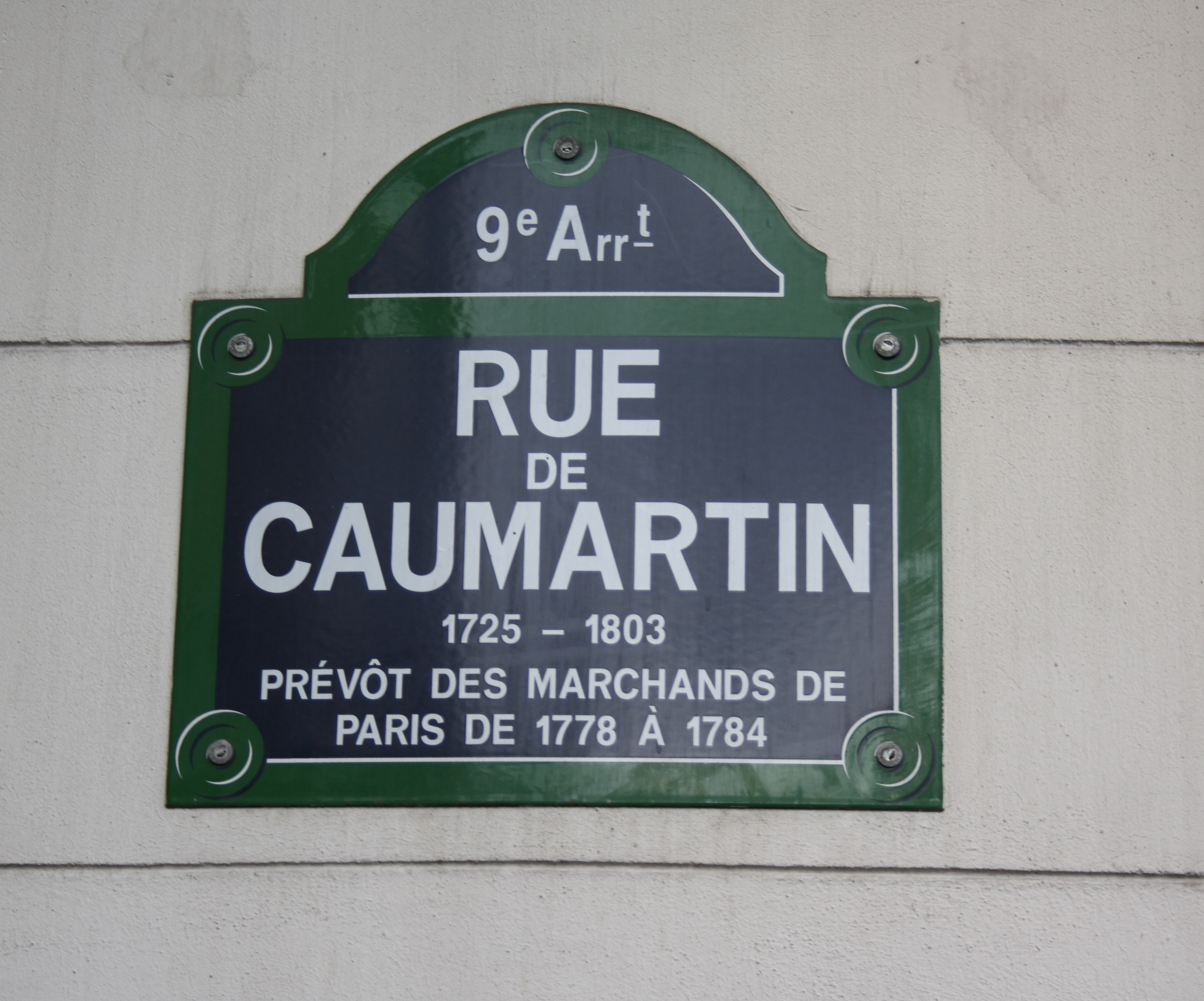
Plaque de la rue de Caumartin.
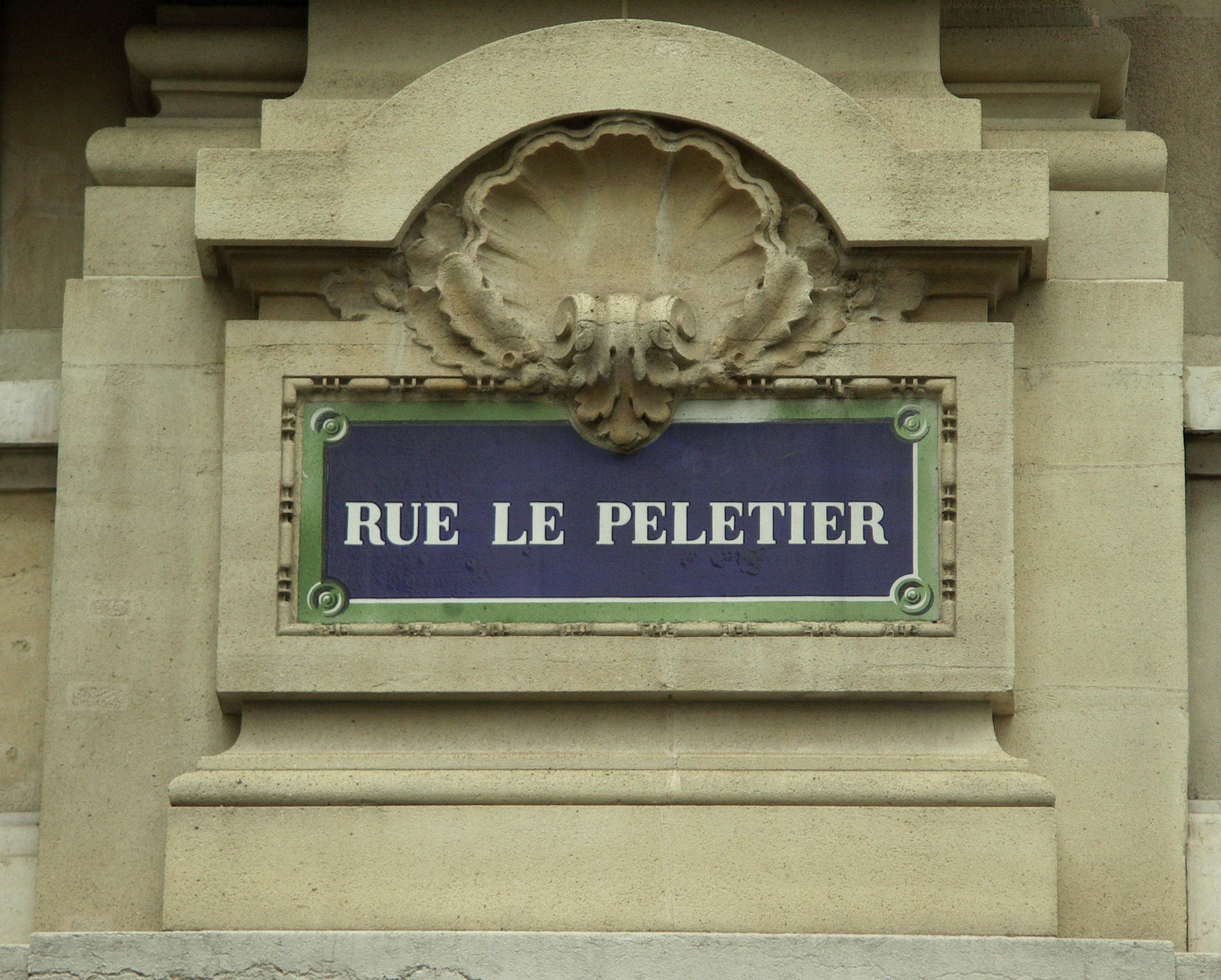
Plaque de la rue Le Peletier.